# She's Leaving Home
"She's Leaving Home" (Lennon/McCartney) är en låt av The Beatles från 1967. Låten spelas i albumet Sgt. Pepper's Lonely Hearts Club Band.

## Låten och inspelningen
She's Leaving Home är en låt där Lennon/McCartney sjunger ackompanjerade av en klassisk orkester med flera av de musiker man jobbat med tidigare (violinister, cellister, harpister m.fl.). Låten behövde bara två tillfällen (17 och 20 mars) för att bli färdig och är en historia om en ung flicka som rymmer hemifrån. McCartney hade påbörjat texten efter att ha läst om den ökande generationsklyftan, och färdigställde den med hjälp av Lennon. Många kritiker har pekat på den stora förståelse och det medlidande som man visar föräldrarna i texten samtidigt som man även förklarar flickans beteende. Någon kritiker pekade också på att några ord i texten var väldigt ålderdomliga vilket mest berodde på att Lennon rakt av lånat vissa typiska uttryck han hört från sin moster Mimi. Låten kom med på LP:n Sgt. Pepper's Lonely Hearts Club Band, som utgavs i England och USA 1 juni respektive 2 juni 1967.